# Marek Kordzik
Marek Jan Kordzik (ur. 1 marca 1955 w Jeleniej Górze, zm. 10 grudnia 2016 w Łodzi) – polski duchowny, biskup i Zwierzchnik Kościoła Starokatolickiego w RP w latach 2006–2016[niewiarygodne źródło?].

## Życiorys
Po ukończeniu szkoły średniej zdecydował się na studia w rzymskokatolickim Metropolitarnym Wyższym Seminarium Duchownym we Wrocławiu. W 1977 wstąpił do Polskiego Kościoła Starokatolickiego, a 4 kwietnia 1977 przyjął święcenia diakonatu we Wrocławiu. 3 października 1977 otrzymał święcenia kapłańskie we Wrocławiu, z rąk abpa Piotra Filipowicza[niewiarygodne źródło?].
30 marca 1983 podczas Nadzwyczajnego Synodu – Złotego Jubileuszu Polskiego Kościoła Starokatolickiego, został wybrany na biskupa pomocniczego diecezji pomorskiej[niewiarygodne źródło?]. Data uroczystości konsekracji biskupiej wiele razy była przesuwana w obawie przed aresztowaniami i szykanami ze strony komunistycznego aparatu bezpieczeństwa. Ostatecznie uroczystość odbyła się 29 czerwca 1983 w Warszawie. Jego konsekratorem był ówczesny zwierzchnik Kościoła Starokatolickiego w PRL, arcybiskup Piotr Bogdan Filipowicz, współkonsekratorami zaś biskupi Jan Kazimierz Banach i Andrzej Rokita[niewiarygodne źródło?].
Przez długi czas biskup Kordzik przebywał w Niemczech, gdzie pełnił posługę duszpasterską w parafii starokatolickiej w Hamburgu. Musiał jednak ją opuścić z powodu nieprzedłużenia wizy pobytowej. Później mieszkał w Wojcieszowie. Od 2000 był wikariuszem generalnym Kościoła Starokatolickiego w RP. 11 listopada 2006 został wybrany na biskupa-zwierzchnika Kościoła Starokatolickiego w RP przez III Ogólnopolski Synod Kościoła i oficjalnie uznany przez Ministerstwo Spraw Wewnętrznych i Administracji za p.o. Zwierzchnika Kościoła Starokatolickiego w RP (patrz. Stanowisko Ministerstwa Spraw Wewnętrznych i Administracji – syg. DWRMNIE – WROOA-651-29/2017). W latach 2005–2013 był proboszczem parafii katedralnej Podwyższenia Krzyża Świętego w Łodzi, w 2013 roku przeniósł się na stałe do Działów Czarnowskich i tam spełniał (z przerwami) obowiązki proboszcza. W 2016 roku wraz z duchowieństwem starokatolickim uczestniczył w obchodach 200 lecia miasta Aleksandrów Łódzki[niewiarygodne źródło?].
W 2009 bp Marek Kordzik dokonał reformy administracyjnej Kościoła i uporządkowania spraw duszpasterskich. W Wielki Czwartek tegoż roku powołano parafię św. Ojca Pio i Chrystusa Króla Najwyższego i Wiecznego Arcykapłana (z przeniesienia wspólnoty parafialnej z Grudziądza), a miesiąc później, erygowano parafię Matki Bożej Nieustającej Pomocy w Działach Czarnowskich, działającą przy domu spokojnej starości. W tym samym czasie udało się erygować jeszcze parafię Kościoła w Kamiennej Górze[niewiarygodne źródło?].
15 sierpnia 2016 roku Kościół Starokatolicki w RP na mocy porozumienia z Fundacją Ekumeniczne Centrum Dialogu Religii i Kultur rozpoczął duszpasterstwo w kościele św. Stanisława Kostki w Aleksandrowie Łódzkim. 18 września 2016 roku duchowni Kościoła wraz z biskupami Markiem Kordzikiem i Wojciechem Kolmem brali udział w obchodach 200-lecia miasta Aleksandrów Łódzki[niewiarygodne źródło?].
18 sierpnia 2016 roku bp Marek Kordzik podpisał w imieniu Kościoła Starokatolickiego w RP interkomunię ze Starokatolickim Kościołem Apostolskim w Brazylii. W myśl porozumienia biskup Marek Kordzik sprawował funkcję prymasa zgromadzonych diecezji Starokatolickiego Kościoła Apostolskiego – m.in. w Brazylii, Kamerunie, Kongo, Hiszpanii czy we Włoszech[niewiarygodne źródło?].

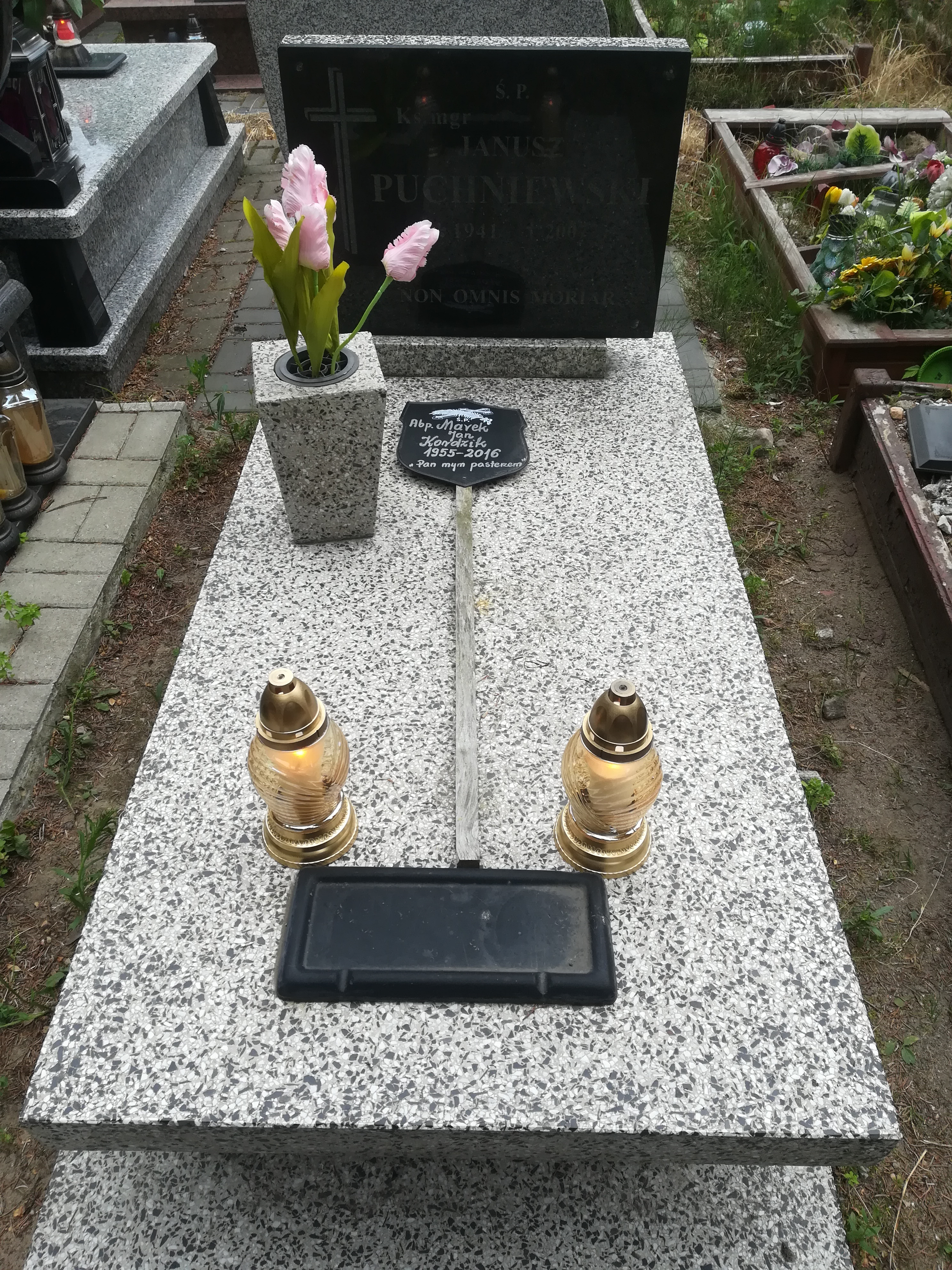
Grób Marka Kordzika

Biskup Marek Kordzik zmarł 10 grudnia 2016 roku. Pogrzeb odbył się 22 grudnia 2016 roku na cmentarzu ewangelicko-augsburskim przy ulicy Ogrodowej w Łodzi. Po śmierci Marka Kordzika, Synod unieważnił wyrok Sądu Kościelnego względem biskupa Wojciecha Kolma i przywrócił go na urząd Zwierzchnika Kościoła Starokatolickiego w RP[niewiarygodne źródło?].